# Paraje Ayojapa
Paraje Ayojapa är en ort i Mexiko.   Den ligger i kommunen Zongolica och delstaten Veracruz, i den sydöstra delen av landet, 240 km öster om huvudstaden Mexico City. Paraje Ayojapa ligger 995 meter över havet och antalet invånare är 154.
Terrängen runt Paraje Ayojapa är kuperad åt nordost, men åt sydväst är den bergig. Runt Paraje Ayojapa är det ganska tätbefolkat, med 222 invånare per kvadratkilometer. Närmaste större samhälle är Cuichapa, 11,9 km nordost om Paraje Ayojapa. I omgivningarna runt Paraje Ayojapa växer i huvudsak städsegrön lövskog.